# San Marino no Festival Eurovisão da Canção
San Marino é um país europeu membro da EBU, activo no Festival Eurovisão da Canção. A sua estação televisiva representante é SMRTV. A primeira participação do país deu-se em 2008, saindo logo de seguida do festival por motivos económicos. Regressou novamente em 2011, onde participa desde então, tendo já marcado presença na final em 2014, 2019 e 2021

## História

### Estreia em 2008
Em junho de 2007, Radiotelevisione della Repubblica di San Marino (SMRTV), a emissora de serviço público Sammarinese, mostrou interesse em participar no concurso, no futuro próximo, tudo dependendo do interesse dos acionistas, especialmente da emissora italiana RAI, que se tinha retirado na edição de 1997. Cinco meses depois, a emissora confirmou sua participação no Festival Eurovisão da Canção 2008 em Belgrado.
Os primeiros representantes de São Marinho no Festival Eurovisão da Canção foram os Miodio, com a canção "Complice" cantada em italiano. San Marino tem a honra de ser o 50º país a participar na Eurovisão, sendo o quinto a participar na primeira semifinal da competição. No entanto, Miodio não se classificou para a final, recebendo apenas 5 pontos no total e vindo passado. Apesar disso, o vencedor do concurso de 2008, Dima Bilan, concluiu a sua "Winner's Tour" em San Marino. SMRTV transmitir o evento completo.

#### A retirada
SMRTV tinha planejado originalmente para competir na edição de 2009 em Moscou, Rússia. O ministro da Cultura Sammarinese anunciou logo após a edição de 2008, que "tem boas esperanças de voltar". SMRTV anunciou que iria rever a edição de 2008, e teria uma decisão em 2009 a participação até o final do ano.
Foi, então, rumores de que o país não iria participar na edição de 2009, na sequência de rumores de que SMRTV iria retirar devido aos fracos resultados na edição de 2008, no entanto, a SMRTV repreendeu o pedido e confirmou o seu interesse na edição de 2009. No final, a SMRTV anunciou a sua retirada da edição de 2009, já tendo confirmado a sua participação. A emissora insistiu que não era devido aos maus resultados do ano anterior, mas as dificuldades financeiras enfrentadas pela SMRTV.
San Marino não retornou para o Festival Eurovisão da Canção 2010, novamente indicando os motivos financeiros que impedem a participação. A emissora anunciou que esperava para retornar à competição no futuro e discutiu uma possível participação no Festival Eurovisão da Canção Júnior.

### 2011
SMRTV fez um pedido para participar na edição de 2011, que foi posteriormente confirmada. Foi a segunda participação no ESC para San Marino. A cantora Senit foi anunciada como representante de São Marinho na Eurovisão 2011, que será realizada em Düsseldorf, Alemanha. Ela cantou "Stand By", cantada em Inglês. Tal como em 2008, SMRTV irá transmitir o evento completo. San Marino não conseguiu se classificar para a final pela segunda vez, recebendo no total 34 pontos e um 16º lugar entre 19 participantes.

### 2012
A 17 de Janeiro, foi confirmado pela EBU que San Marino esteve presente na edição de 2012, escolher o seu representante através de uma seleção interna. A escolhida foi Valentina Monetta com a canção "Facebook Uh, Oh, Oh".

#### Desclassificação da música
"Facebook Uh, Oh, Oh" foi apresentada como a canção representante de San Marino no Festival Eurovisão da Canção 2012. Poucos dias depois, a canção foi desclassificada, porque a letra da música violava uma regra da Eurovisão que diz que as canções não podem fazer publicidade a produtos (neste caso fazia publicidade ao Facebook). Portanto a canção mudou a letra e o título para "The Social Network Song".

#### Na Eurovisão
A canção foi apresentada na primeira semifinal e terminou em 14º lugar com 31 pontos, não passando á final, tornando-se na melhor classificação do São Marinho desde da sua estreia.

### 2013
Em novembro de 2012, São Marinho decidiu participar no Festival Eurovisão da Canção 2013. Inicialmente surgiram rumores que Lys Assia iria representar o São Marino no Festival Eurovisão da Canção 2013 com a canção "All in your head", o que foi desmentido pela própria cantora. Em 30 de Janeiro, foi anunciado numa conferência de imprensa que Valentina Monetta iria representar o seu país pela segunda vez consecutiva com a canção "Crisalide", onde atingiu na Eurovisão o 11º lugar na semifinal com 47 pontos, apesar de ser uma das favoritas dos fans (2º lugar na OGAE).

### 2014
Em 19 de junho de 2013, a SMtv San Marino confirmou ter assinado um pré-acordo com Valentina Monetta para representar o pais no Festival Eurovisão da Canção 2014 pela terceira vez. Isto fez de Monetta a quarta cantora a representar um pais na Eurovisão três vezes consecutivas depois de Lys Assia pela Suíça e Corry Brokken pelos Países Baixos, ambos entre 1956 e 1958 e Udo Jürgens pela Áustria entre 1964 e 1966. Valentina Monetta acabou por passar a final em 10º lugar fazendo história visto que foi a primeira vez que o pais nunca tinha passado à final, com a canção "Maybe (Force)", com um ponto a mais do que Portugal, e terminou em 24º lugar (entre 26 países) com 14 pontos.

### 2015
Em 11 de outubro de 2014, a SMRTV revelou que o pais iria participar no Festival Eurovisão da Canção 2015. A emissora anunciou no final de outubro de 2014 que o representante sanmarinense seria selecionado através de uma seleção interna. Em 27 de novembro de 2014, a SMRTV revelou que Michele Perniola e Anita Simoncini seriam os representantes de San Marino Festival Eurovisão da Canção 2015 durante uma conferência de de imprensa. Interpretaram a canção "Chain of Lights" na segunda semifinal, onde não foram além do 16º lugar na semifinal com 11 pontos.

### 2016
Em 12 de janeiro de 2016, a SMTV anunciou que o cantor turco Serhat iria representar o país no Festival Eurovisão da Canção 2016 com a canção "I Didn't Know". Interpretou a canção na primeira semifinal, onde não foram além do 12º lugar na semifinal com 68 pontos.

### 2017
Em 12 de março de 2017, a SMTV anunciou que a cantora sanmarinense Valentina Monetta iria voltar a representar o país no Festival Eurovisão da Canção 2017 com a canção "Spirit of the Night", mas desta vez acompanhada pelo cantor americano Jimmie Wilson. Interpretaram a canção na segunda semifinal, onde obtiveram o pior resultado da história do país: 18º e último lugar na semifinal, com apenas 1 ponto, dado pelo televoto da Alemanha.

## Galeria

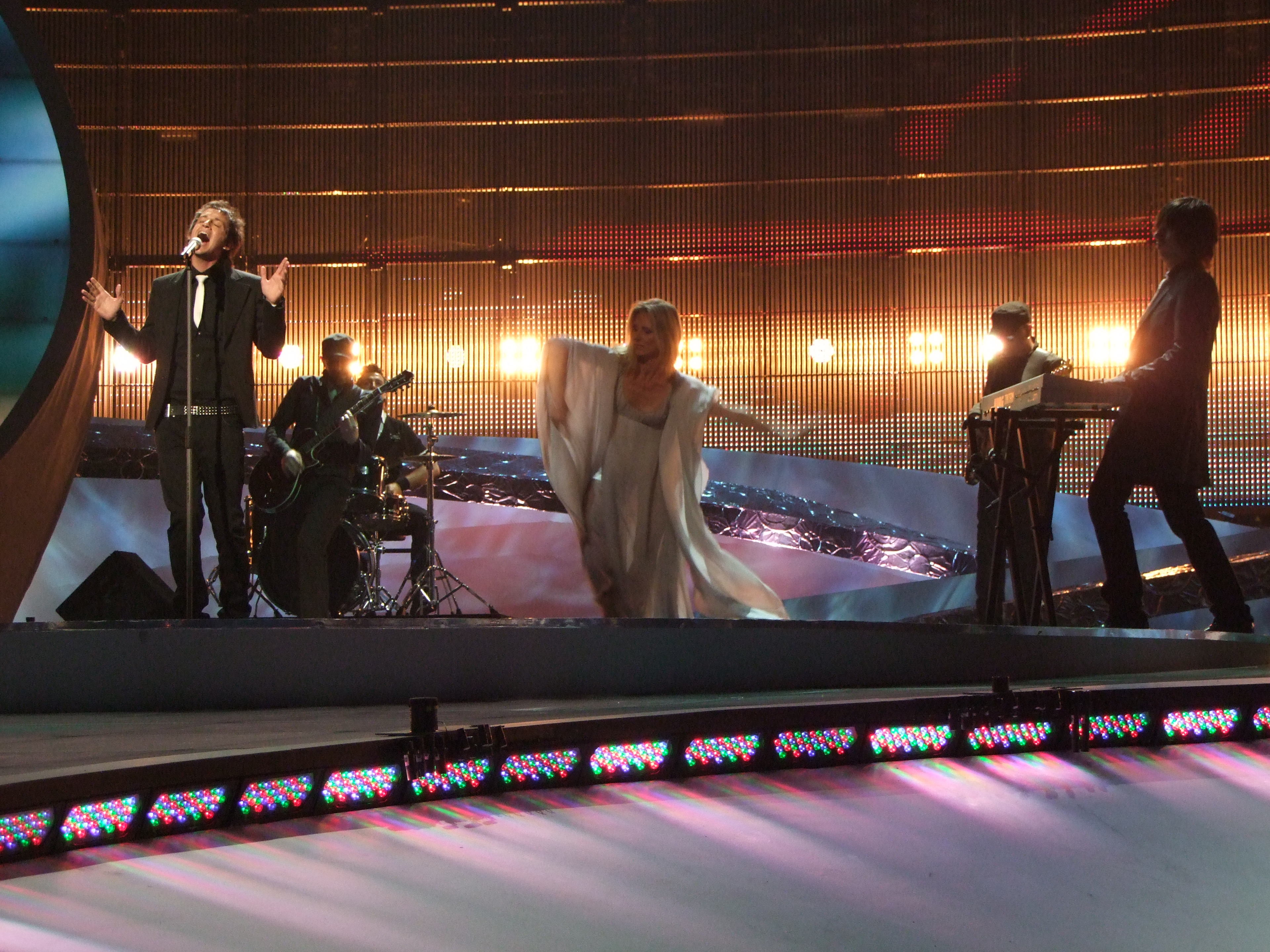
Miodio em Belgrado (2008)
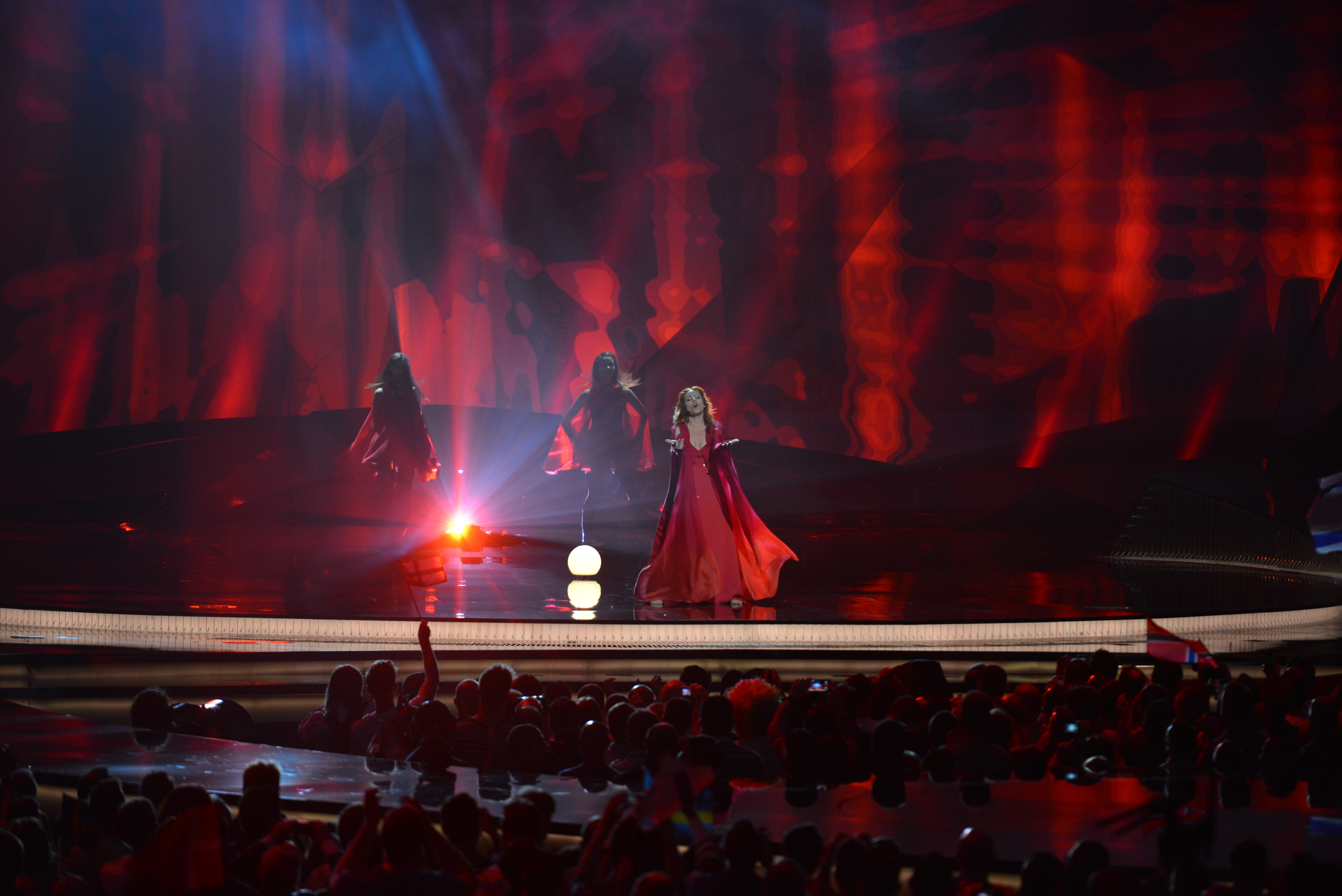
Valentina Monetta em Malmö (2013)
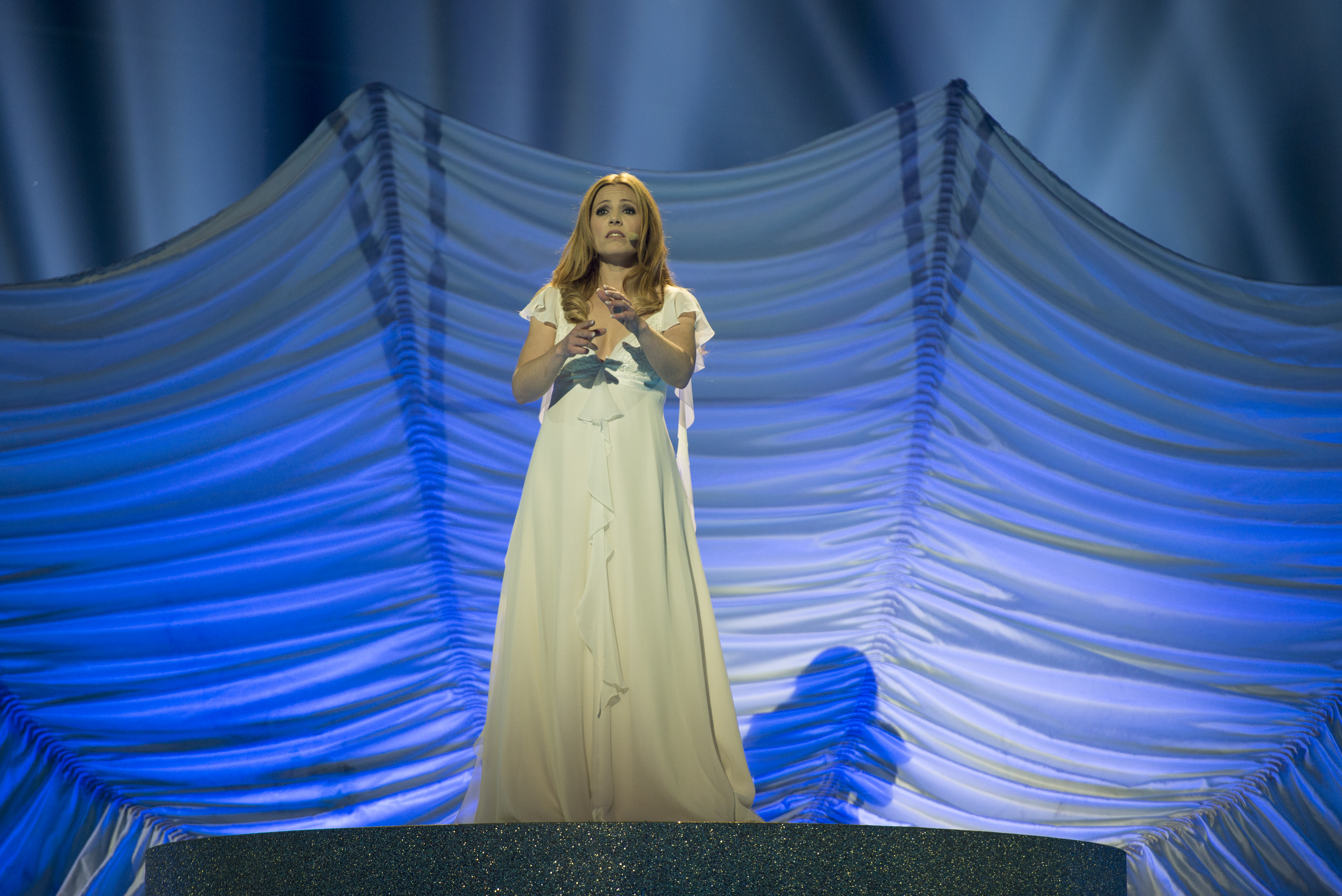
Valentina Monetta em Copenhaga (2014)
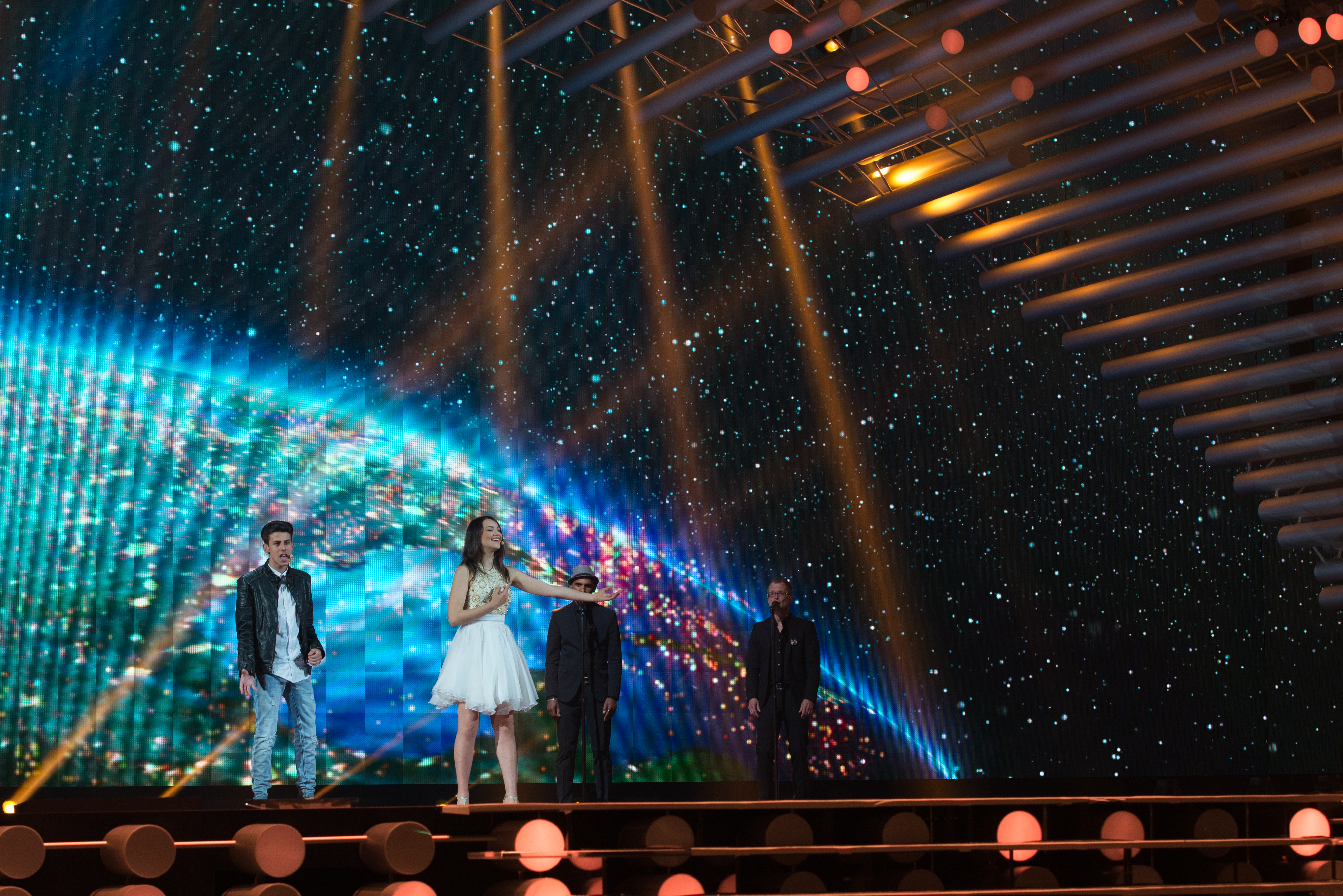
Michele Perniola & Anita Simoncini em Viena (2015)
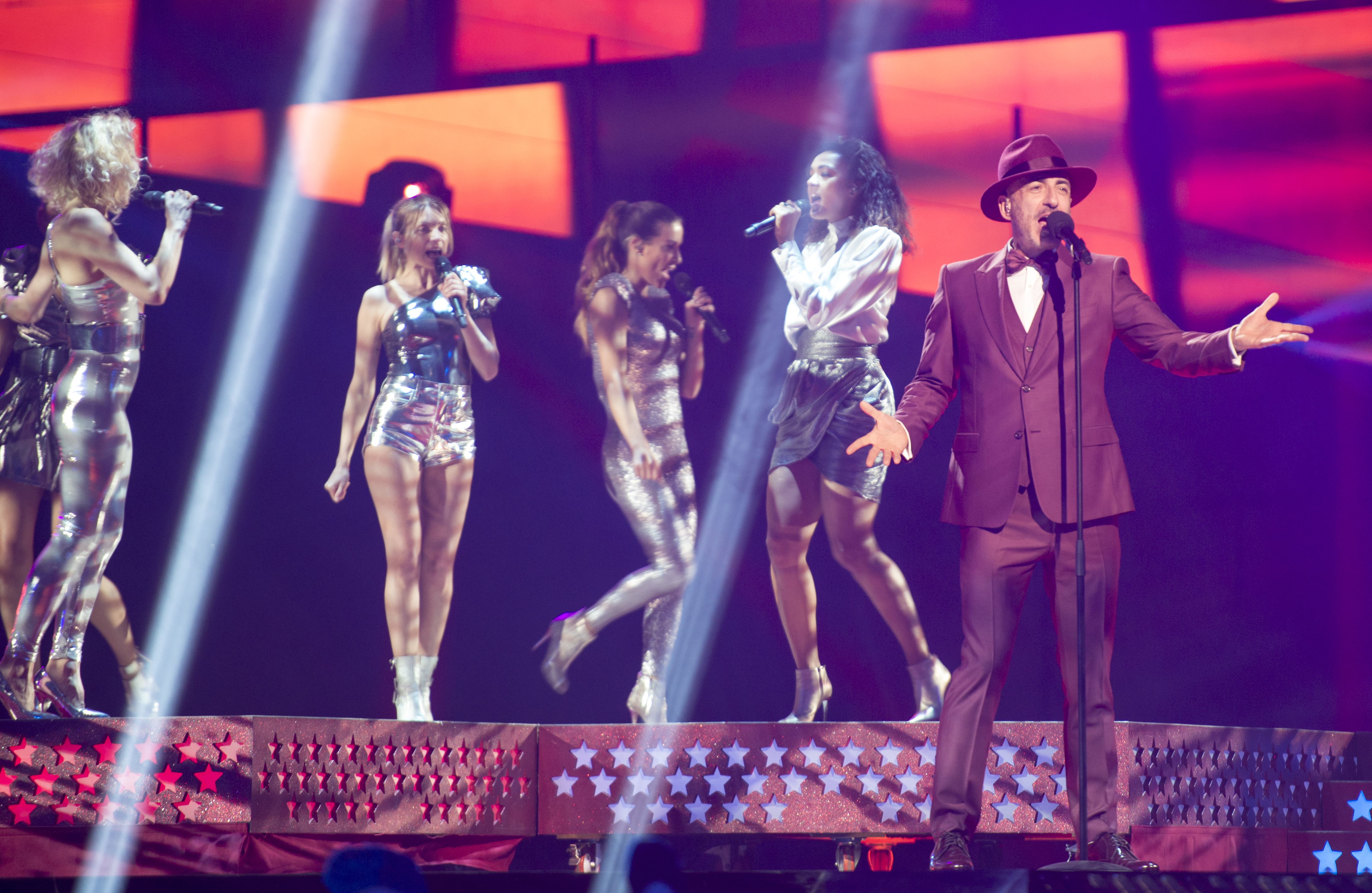
Serhat em Estocolmo (2016)
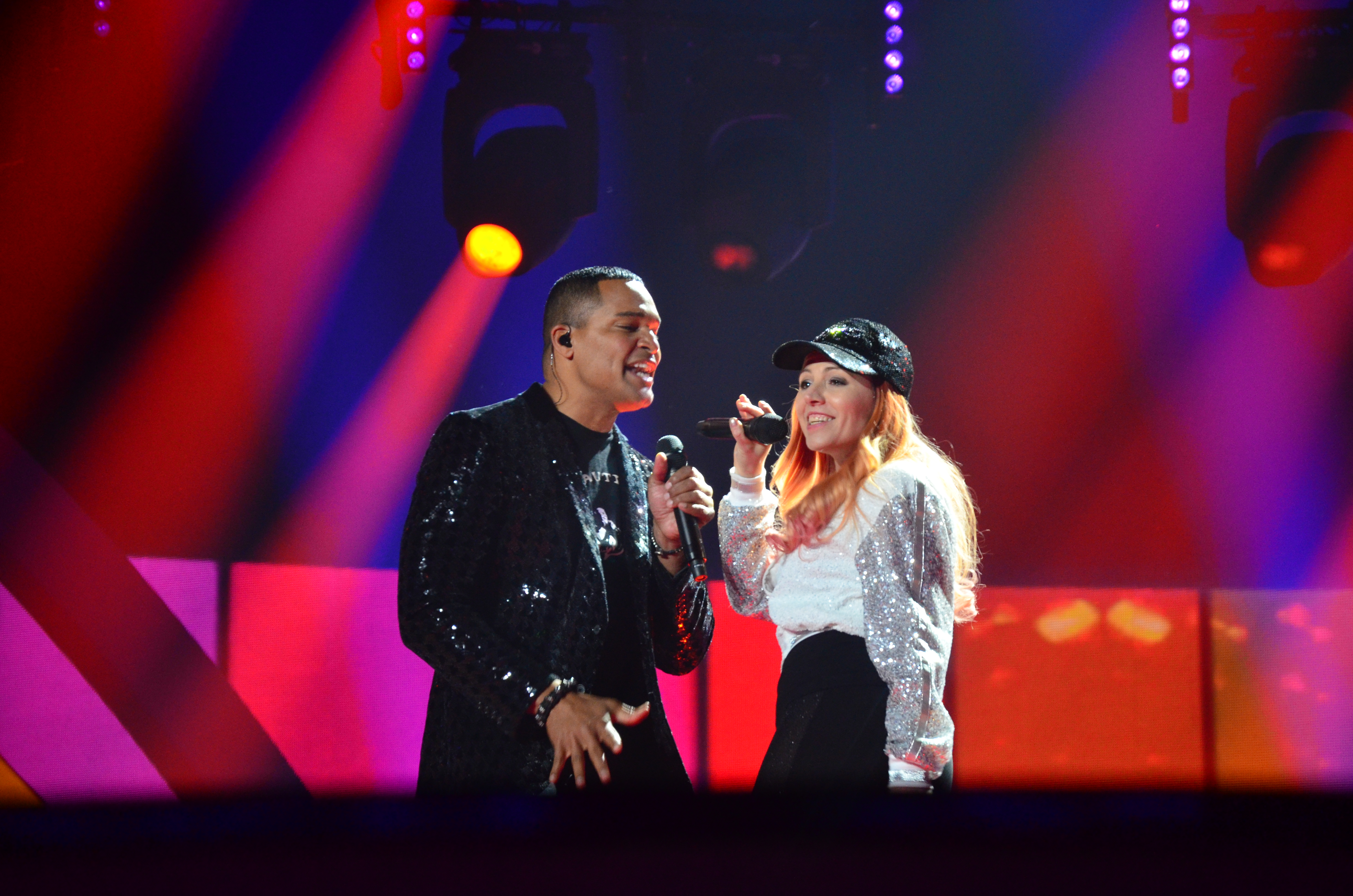
Valentina Monetta e Jimmie Wilson em Kiev (2017)
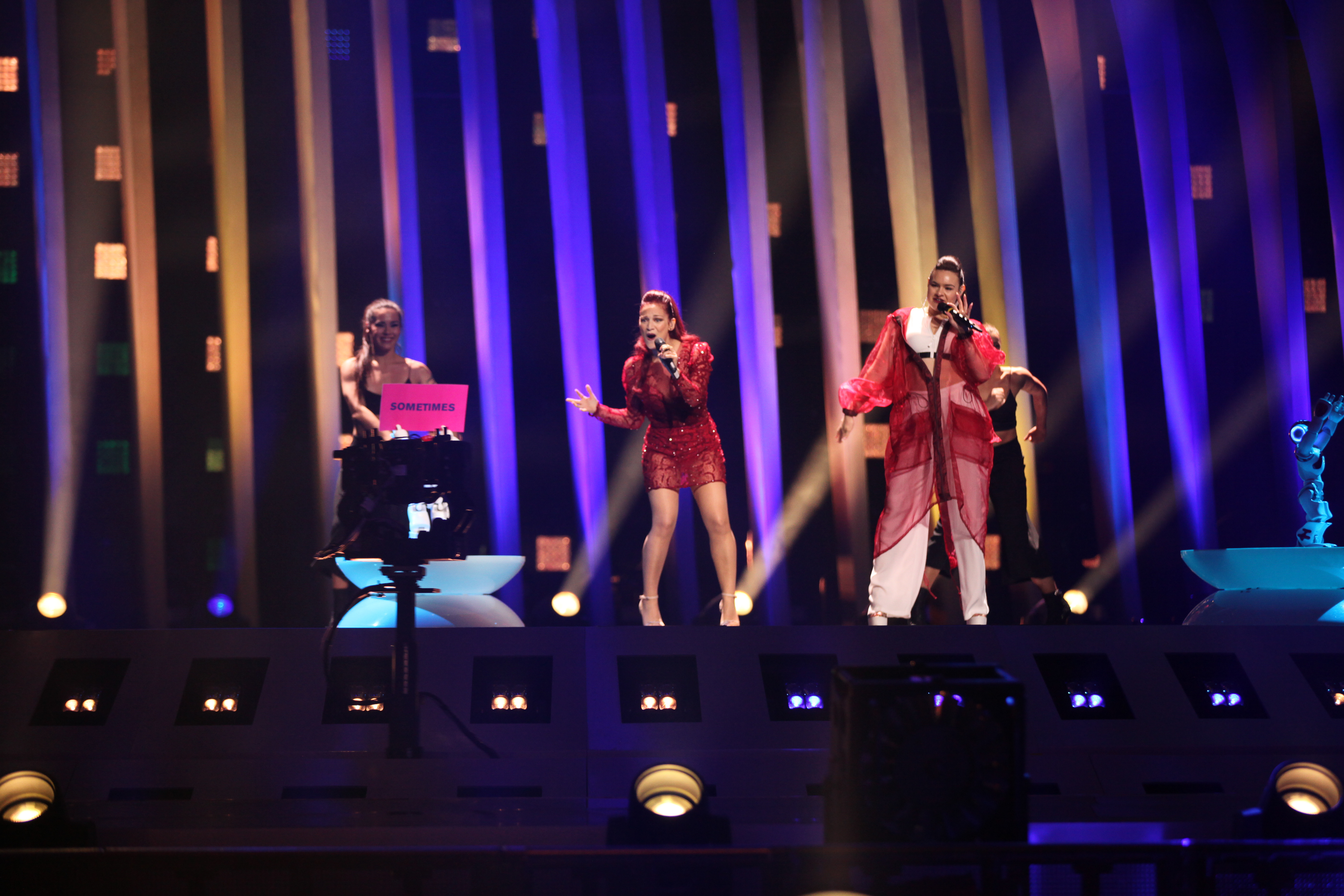
Jessika e Jenifer Brening em Lisboa (2018)
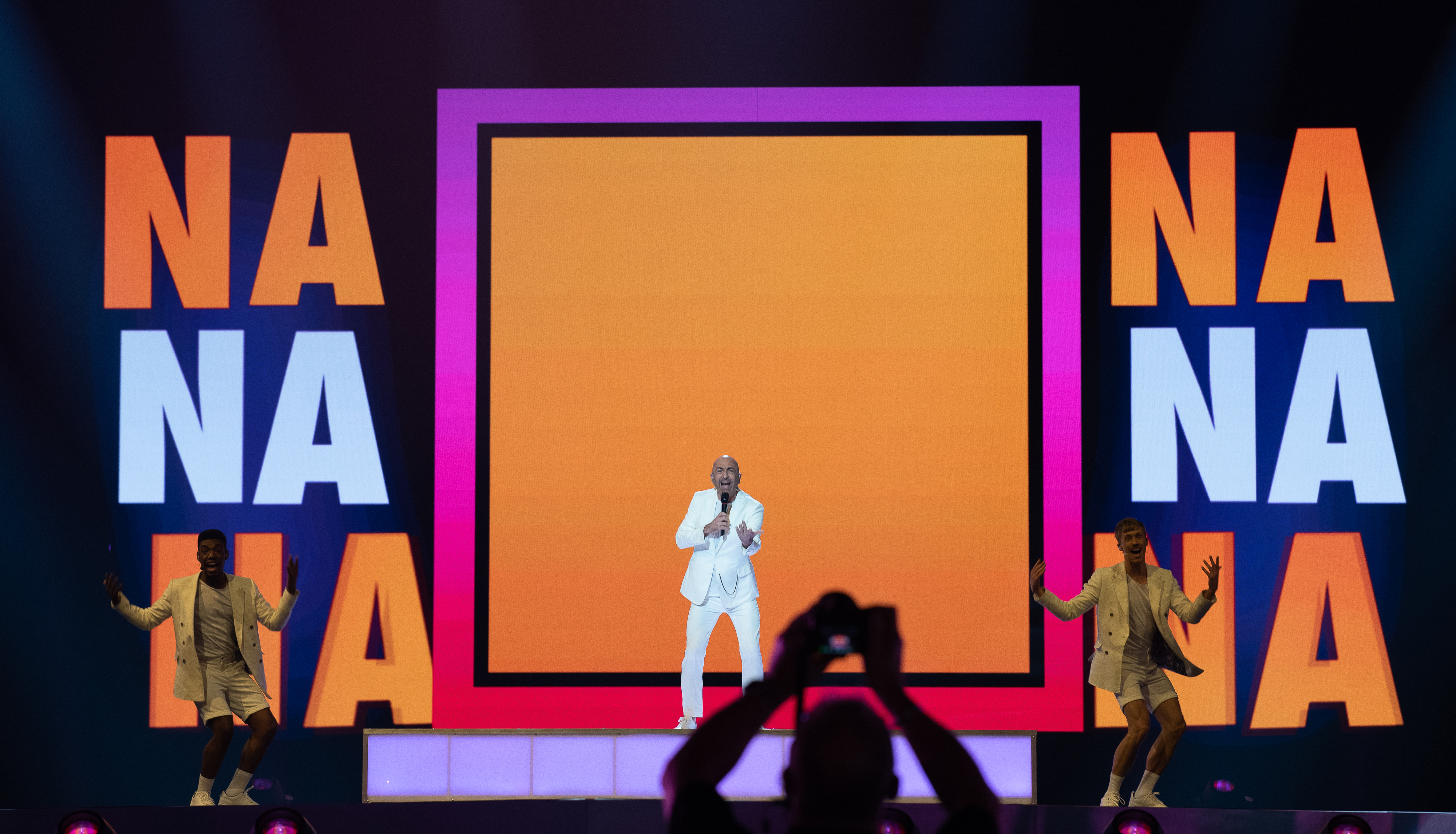
Serhat em Tel Aviv (2019)

## Participações
Legenda
     Vencedor
     2.º lugar
     3.º lugar
     Pontuação Nula ("Null Points")/Último Lugar
     Melhor classificação (fora do top 3)
     Qualificação para a final (fora do top 3)
     País-anfitrião
     Desclassificado
| #                                | Ano             | Artista                            | Canção                                            | Língua                | Final                    | Pontos                   | Semi                     | Pontos                   |
| -------------------------------- | --------------- | ---------------------------------- | ------------------------------------------------- | --------------------- | ------------------------ | ------------------------ | ------------------------ | ------------------------ |
| 1º                               | Belgrado 2008   | Miodio                             | "Complice" Cúmplice                               | Italiano              | Não se qualificou        | Não se qualificou        | 19º                      | 5                        |
| Não participou entre 2009 e 2010 |                 |                                    |                                                   |                       |                          |                          |                          |                          |
| 2º                               | Düsseldorf 2011 | Senit                              | "Stand By" Estar a postos                         | Inglês                | Não se qualificou        | Não se qualificou        | 16º                      | 34                       |
| 3º                               | Baku 2012       | Valentina Monetta                  | "The Social Network Song" A música da Rede Social | Inglês                | Não se qualificou        | Não se qualificou        | 14º                      | 31                       |
| 4º                               | Malmö 2013      | Valentina Monetta                  | "Crisalide (Vola)" Crisálida (Voa)                | Italiano              | Não se qualificou        | Não se qualificou        | 11º                      | 47                       |
| 5º                               | Copenhaga 2014  | Valentina Monetta                  | "Maybe (Forse)" Talvez                            | Inglês                | 24º                      | 14                       | 10º                      | 40                       |
| 6º                               | Viena 2015      | Michele Perniola e Anita Simoncini | "Chain of Lights" Cadeia de luzes                 | Inglês                | Não se qualificou        | Não se qualificou        | 16º                      | 11                       |
| 7º                               | Estocolmo 2016  | Serhat                             | "I Didn't Know" Eu não sei                        | Inglês                | Não se qualificou        | Não se qualificou        | 12º                      | 68                       |
| 8º                               | Kiev 2017       | Valentina Monetta & Jimmie Wilson  | "Spirit of the Night" Espírito da Noite           | Inglês                | Não se qualificou        | Não se qualificou        | 18º                      | 1                        |
| 9º                               | Lisboa 2018     | Jessika & Jenifer Brening          | "Who We Are" Quem Nós Somos                       | Inglês                | Não se qualificou        | Não se qualificou        | 17º                      | 28                       |
| 10º                              | Tel Aviv 2019   | Serhat                             | "Say Na Na Na" Diz Na Na Na                       | Inglês & Turco        | 19°                      | 77                       | 8°                       | 150                      |
|                                  | Roterdão 2020   | Senhit                             | "Freaky!" Louco!                                  | Inglês                | A edição não se realizou | A edição não se realizou | A edição não se realizou | A edição não se realizou |
| 11º                              | Roterdão 2021   | Senhit                             | "Adrenalina"                                      | Inglês                | 22º                      | 50                       | 9º                       | 118                      |
| 12º                              | Turim 2022      | Achille Lauro                      | "Stripper"                                        | Italiano & inglês     | Não se qualificou        | Não se qualificou        | 14º                      | 50                       |
| 13º                              | Liverpool 2023  | Piqued Jacks                       | "Like an Animal" Como um animal                   | Inglês                | Não se qualificou        | Não se qualificou        | 16º                      | 0                        |
| 14º                              | Malmö 2024      | Megara                             | "11:11"                                           | Castelhano & Italiano | Não se qualificou        | Não se qualificou        | 14º                      | 16                       |
| 15º                              | Basileia 2025   | Gabry Ponte                        | "Tutta l'Italia" Toda a Itália                    | Italiano              | 26º                      | 27                       | 10º                      | 46                       |

| Ano             | Artista                            | Canção                    | Final             | Final             | Final             | Final             | Final             | Final             | Semi            | Semi            | Semi            | Semi            | Semi | Semi   |
| Ano             | Artista                            | Canção                    | Tlv.              | Pontos            | Júri              | Pontos            | Cl.               | Pontos            | Tlv.            | Pontos          | Júri            | Pontos          | Cl.  | Pontos |
| --------------- | ---------------------------------- | ------------------------- | ----------------- | ----------------- | ----------------- | ----------------- | ----------------- | ----------------- | --------------- | --------------- | --------------- | --------------- | ---- | ------ |
| Düsseldorf 2011 | Senit                              | "Stand By"                | Não se qualificou | Não se qualificou | Não se qualificou | Não se qualificou | Não se qualificou | Não se qualificou | 19º             | 8               | 8º              | 74              | 16º  | 34     |
| Baku 2012       | Valentina Monetta                  | "The Social Network Song" | Não se qualificou | Não se qualificou | Não se qualificou | Não se qualificou | Não se qualificou | Não se qualificou | 13º             | 25              | 14º             | 42              | 14º  | 31     |
| Malmö 2013      | Valentina Monetta                  | "Crisalide (Vola)"        | Não se qualificou | Não se qualificou | Não se qualificou | Não se qualificou | Não se qualificou | Não se qualificou | 12º             | 9.47            | 10º             | 8.40            | 11º  | 47     |
| Copenhaga 2014  | Valentina Monetta                  | "Maybe (Forse)"           | 23º               | 18                | 25º               | 16                | 24º               | 14                | 8º              | 58              | 13º             | 25              | 10º  | 40     |
| Viena 2015      | Michele Perniola e Anita Simoncini | "Chain of Lights"         | Não se qualificou | Não se qualificou | Não se qualificou | Não se qualificou | Não se qualificou | Não se qualificou | 15º             | 16              | 17º             | 6               | 16º  | 11     |
| Estocolmo 2016  | Serhat                             | "I Didn't Know"           | Não se qualificou | Não se qualificou | Não se qualificou | Não se qualificou | Não se qualificou | Não se qualificou | 11º             | 49              | 17º             | 19              | 12º  | 68     |
| Kiev 2017       | Valentina Monetta & Jimmie Wilson  | "Spirit of the Night"     | Não se qualificou | Não se qualificou | Não se qualificou | Não se qualificou | Não se qualificou | Não se qualificou | 17º             | 1               | 18º             | 0               | 18º  | 1      |
| Lisboa 2018     | Jessika & Jenifer Brening          | "Who We Are"              | Não se qualificou | Não se qualificou | Não se qualificou | Não se qualificou | Não se qualificou | Não se qualificou | 16º             | 14              | 16º             | 14              | 17º  | 28     |
| Tel Aviv 2019   | Serhat                             | "Say Na Na Na"            | 10º               | 65                | 23º               | 12                | 19°               | 77                | 4º              | 124             | 15º             | 26              | 8°   | 150    |
| Roterdão 2021   | Senhit                             | "Adrenalina"              | 21º               | 13                | 18º               | 37                | 22º               | 50                | 10º             | 42              | 7º              | 76              | 9º   | 118    |
| Turim 2022      | Achille Lauro                      | "Stripper"                | Não se qualificou | Não se qualificou | Não se qualificou | Não se qualificou | Não se qualificou | Não se qualificou | 12º             | 29              | 13º             | 21              | 14º  | 50     |
| Liverpool 2023  | Piqued Jacks                       | "Like an Animal"          | Não se qualificou | Não se qualificou | Não se qualificou | Não se qualificou | Não se qualificou | Não se qualificou | Apenas televoto | Apenas televoto | Apenas televoto | Apenas televoto | 16º  | 0      |
| Malmö 2024      | Megara                             | "11:11"                   | Não se qualificou | Não se qualificou | Não se qualificou | Não se qualificou | Não se qualificou | Não se qualificou | Apenas televoto | Apenas televoto | Apenas televoto | Apenas televoto | 14º  | 16     |
| Basileia 2025   | Gabry Ponte                        | "Tutta l'Italia"          | 20º               | 18                | 26º               | 27                | 25º               | 9                 | Apenas televoto | Apenas televoto | Apenas televoto | Apenas televoto | 10º  | 46     |

## História dos votos (2008-2016)
São Marinho deu mais pontos a…
| Rank | País       | Pontos |
| ---- | ---------- | ------ |
| 1    | Grécia     | 69     |
| 2    | Azerbaijão | 58     |
| 3    | Malta      | 53     |
| 4    | Arménia    | 50     |
| 5    | Rússia     | 41     |
| 5    | Suécia     | 41     |

São Marinho recebeu mais pontos de…
| Rank | País       | Pontos |
| ---- | ---------- | ------ |
| 1    | Azerbaijão | 34     |
| 2    | Albânia    | 29     |
| 3    | Malta      | 23     |
| 4    | Hungria    | 18     |
| 5    | Arménia    | 14     |
| 5    | Grécia     | 14     |

## Comentadores e porta-vozes
| Ano(s) | Comentador                                                          | Votação                   | Votação          | Votação        | Votação            |
| Ano(s) | Comentador                                                          | Porta-voz                 | Idioma utilizado | Cidade         | Plano de fundo     |
| ------ | ------------------------------------------------------------------- | ------------------------- | ---------------- | -------------- | ------------------ |
| 2007   | Desconhecido                                                        | Não participou            | Não participou   | Não participou | Não participou     |
| 2008   | Lia Fiorio e Gigi Restivo                                           | Roberto Moretti           | Inglês           | São Marino     | Praça da Liberdade |
| 2009   | Não foi transmitido                                                 | Não participou            | Não participou   | Não participou | Não participou     |
| 2010   | Não foi transmitido                                                 | Não participou            | Não participou   | Não participou | Não participou     |
| 2011   | Lia Fiorio e Gigi Restivo                                           | Nicola Della Valle        | Inglês           | São Marino     | Praça da Liberdade |
| 2012   | Lia Fiorio e Gigi Restivo                                           | Monica Fabbri             | Francês          | São Marino     | Praça da Liberdade |
| 2013   | Lia Fiorio e Gigi Restivo                                           | John Kennedy O'Connor     | Inglês           | São Marino     | Praça da Liberdade |
| 2014   | Lia Fiorio e Gigi Restivo, John Kennedy O'Connor & Jamarie Milkovic | Michele Perniola          | Inglês           | São Marino     | Monte Titano       |
| 2015   | Lia Fiorio e Gigi Restivo, John Kennedy O'Connor                    | Valentina Monetta         | Inglês           | São Marino     | Monte Titano       |
| 2016   | Lia Fiorio e Gigi Restivo, John Kennedy O'Connor                    | Irol MC                   | Inglês           | São Marino     | Monte Titano       |
| 2017   | Lia Fiorio e Gigi Restivo                                           | Lia Fiorio e Gigi Restivo | Inglês           | São Marino     | Monte Titano       |

Em 2014, a SMtv San Marino dispôs de comentários em inglês e em italiano, transmitido na televisão e nas plataformas rádio com Lia Fiorio e Gigi Restivo no São Marino e John Kennedy O'Connor e Jamarie Milkovic em directo de Copenhaga.